# Summa (Pärt)
Summa és una obra del compositor estonià Arvo Pärt, escrita el 1977 inicialment per a cor i que el compositor va considerar una obra litúrgica. Després va crear diversos arranjaments, i el 1991 la va revisar per a una orquestra de corda.
Aquesta és una de les primeres peces escrites per Pärt en el nou llenguatge de composició que va desenvolupar, l'estil de tintinnabuli associat al moviment de la música minimalista i també una de les primeres composicions basades en un text religiós, el Credo. Consta d'un únic moviment curt, que dura aproximadament 5 minuts i 30 segons.
La peça, tot i la seva aparença senzilla, amaga una gran complexitat. Les seves lleis internes garanteixen que, mentre a la superfície hi hagi un flux constant de transformacions, a nivell més profund regna una calma estructural. Inicialment, Pärt va escriure Summa per a cor, però més tard va realitzar diversos arranjaments per a altres formacions.